# Jan van Avesnes
Jan I van Avesnes (Houffalize, april 1218 – Valenciennes, 24 december 1257) was (erf)graaf van Henegouwen.
Jan was de tweede zoon van Burchard van Avesnes en Margaretha van Vlaanderen. Dit huwelijk werd onder politieke en kerkelijke druk onwettig verklaard en ontbonden. Margaretha, die 10 was toen ze met Burchard trouwde en 14 of 15 toen ze haar eerste kind kreeg, hertrouwde op haar 22e met Willem II van Dampierre en erfde in 1244 de graafschappen Vlaanderen en Henegouwen. Zij benoemde de kinderen uit haar tweede huwelijk tot haar erfgenamen.
Jan en zijn jongere broer Boudewijn - de eerste Boudewijn was als baby of dreumes overleden - begonnen een politieke campagne om hun aanspraken te doen gelden. In 1243 verkregen zij een beslissing van keizer Frederik II van Hohenstaufen dat zij wettige kinderen van hun ouders waren. Nadat zijn moeder in 1244 aan de macht was gekomen, gaf Margaretha de opdracht zijn vader, Burchard, te onthoofden. Jan kwam in opstand tegen zijn moeder en koning Lodewijk IX van Frankrijk wierp zich in 1246 op als arbiter. Ook hij erkende de wettigheid van Jan en Boudewijn, en hij besliste dat Margaretha's oudste zoon uit haar eerste huwelijk Henegouwen zou erven, en de oudste zoon uit het tweede huwelijk Vlaanderen zou erven. Lodewijk bereikte daarmee op zijn beurt dat het grote Vlaams-Henegouwse machtsblok aan zijn noordgrens werd versplinterd. Margaretha reageerde door het bestuur van Vlaanderen over te dragen aan haar eerste zoon Willem II van Vlaanderen uit haar tweede huwelijk, maar ze hield wel het bestuur over Henegouwen.
Jan begreep dat het conflict met zijn moeder nog niet voorbij was en vond nog in 1246 een krachtige bondgenoot in graaf Willem II van Holland en trouwde op 9 oktober 1246 met diens zuster Aleid van Holland. Toen Willem in 1248 tot Duits tegenkoning was gekozen, bevestigde hij Jan als heer van Henegouwen en Rijks-Vlaanderen. In datzelfde jaar 1248 vertrok Lodewijk IX om deel te nemen aan de kruistocht en Jan besloot om zijn moeder aan te vallen. In 1250 werd zijn wettige status bovendien erkend door de paus. In 1251 lukte het Jan om zijn halfbroer Willem II van Vlaanderen te laten vermoorden tijdens een toernooi. Hij werd opgevolgd door zijn broer Gwijde van Dampierre. Nadat een aanval van Vlaanderen op Holland was mislukt (Slag bij Westkapelle, 4 juli 1253) was de Vlaamse macht gebroken. Margaretha besefte dat ze Henegouwen moest opgeven en in een laatste poging om Jan dwars te zitten, schonk ze het graafschap aan Karel van Anjou, broer van de Franse koning. Karel probeerde Henegouwen te bezetten maar werd bij Valenciennes verslagen en kon ternauwernood ontsnappen. In 1254 keerde Lodewijk IX terug naar Frankrijk. Hij bevestigde zijn eerdere arbitrage en beval zijn broer om Henegouwen met rust te laten.
Zonder verder tastbaar resultaat overleed Jan in 1257, nog voor zijn moeder. Hij is begraven in Valenciennes.
Jan en Aleid kregen de volgende kinderen:
- Jan II van Avesnes, graaf van Henegouwen(1280) en van Holland (1299)
- Boudewijn (leefde nog in 1299)
- Burchard (26 mei 1251 - 29 november 1296), kanunnik in Kamerijk, aartsdeken van Leuven, proost van Onze Lieve Vrouwe te Maastricht, proost van Sint-Lambertus te Luik en domproost te Utrecht, vóór zijn benoeming tot bisschop van Metz in 1282. Vader van onwettige dochter Elisabeth, gehuwd met Steven van der Weyden.
- Gwijde, bisschop van Utrecht
- Willem, bisschop van Kamerijk
- Floris, stadhouder van Zeeland en prins van het vorstendom Achaea (1255-1297).
- Johanna (ovl. 1304), abdis van de Flines

Jan kreeg nog een achtste kind Margaretha van Avesnes, gehuwd met Boudewijn van Péronne. Het is niet duidelijk of dit een kind is van Aleid of een buitenechtelijk kind.

## Voorouders
| Voorouders van Jan van Avesnes | Voorouders van Jan van Avesnes                                                   | Voorouders van Jan van Avesnes                                                   | Voorouders van Jan van Avesnes                                                   | Voorouders van Jan van Avesnes                                                   | Voorouders van Jan van Avesnes                                                    | Voorouders van Jan van Avesnes                                                    | Voorouders van Jan van Avesnes                                                    | Voorouders van Jan van Avesnes                                                    |
| ------------------------------ | -------------------------------------------------------------------------------- | -------------------------------------------------------------------------------- | -------------------------------------------------------------------------------- | -------------------------------------------------------------------------------- | --------------------------------------------------------------------------------- | --------------------------------------------------------------------------------- | --------------------------------------------------------------------------------- | --------------------------------------------------------------------------------- |
| Overgrootouders                | Nicolaas van Avesnes (±1130–1170) ∞ Mathilde van La Roche (?-?)                  | Nicolaas van Avesnes (±1130–1170) ∞ Mathilde van La Roche (?-?)                  | Bouchard van Guise (±1125–1166) ∞ Adélaïde van Soupir (-)                        | Bouchard van Guise (±1125–1166) ∞ Adélaïde van Soupir (-)                        | Boudewijn de Moedige (1150-1195) ∞ 1169 Margaretha van de Elzas (1145–1194)       | Boudewijn de Moedige (1150-1195) ∞ 1169 Margaretha van de Elzas (1145–1194)       | Hendrik I van Champagne (1126-1181) ∞ 1164 Maria van Frankrijk (1145-1198)        | Hendrik I van Champagne (1126-1181) ∞ 1164 Maria van Frankrijk (1145-1198)        |
| Grootouders                    | Jacob van Avesnes (±1150–1191) ∞ Adela van Guise (±1150–1207)                    | Jacob van Avesnes (±1150–1191) ∞ Adela van Guise (±1150–1207)                    | Jacob van Avesnes (±1150–1191) ∞ Adela van Guise (±1150–1207)                    | Jacob van Avesnes (±1150–1191) ∞ Adela van Guise (±1150–1207)                    | Boudewijn I van Constantinopel (1171-1205) ∞ 1186 Maria van Champagne (1174–1204) | Boudewijn I van Constantinopel (1171-1205) ∞ 1186 Maria van Champagne (1174–1204) | Boudewijn I van Constantinopel (1171-1205) ∞ 1186 Maria van Champagne (1174–1204) | Boudewijn I van Constantinopel (1171-1205) ∞ 1186 Maria van Champagne (1174–1204) |
| Ouders                         | Burchard van Avesnes (1182-1244) ∞ 1212 Margaretha II van Vlaanderen (1202-1280) | Burchard van Avesnes (1182-1244) ∞ 1212 Margaretha II van Vlaanderen (1202-1280) | Burchard van Avesnes (1182-1244) ∞ 1212 Margaretha II van Vlaanderen (1202-1280) | Burchard van Avesnes (1182-1244) ∞ 1212 Margaretha II van Vlaanderen (1202-1280) | Burchard van Avesnes (1182-1244) ∞ 1212 Margaretha II van Vlaanderen (1202-1280)  | Burchard van Avesnes (1182-1244) ∞ 1212 Margaretha II van Vlaanderen (1202-1280)  | Burchard van Avesnes (1182-1244) ∞ 1212 Margaretha II van Vlaanderen (1202-1280)  | Burchard van Avesnes (1182-1244) ∞ 1212 Margaretha II van Vlaanderen (1202-1280)  |
| Jan van Avesnes (1218–1257)    |                                                                                  |                                                                                  |                                                                                  |                                                                                  |                                                                                   |                                                                                   |                                                                                   |                                                                                   |